# Facino Cane
Pour le roman de Balzac, voir Facino Cane (nouvelle)
Facino Cane, prénommé en réalité Bonifacio, né en 1360 et mort à Pavie en mai 1412, fut un célèbre condottiere connu pour son ascension bâtie sur les intrigues et sa cruauté.

## Biographie
Né dans une famille noble de Casale Monferrato dans la région du Piémont où sa famille détient de nombreuses seigneuries, il apprend l'art des armes en combattant dans la région de Naples pour Otton de Brunswick contre Charles de Durazzo, en 1382. Il regagne ensuite la nord de l'Italie. Dès l'âge de 26 ans, il devient condottiere pour la famille Della Scala, puis pour la famille Carrara de Padoue, ce qui lui donne l'occasion de se déchaîner dans la région comprise entre la Lombardie et la Vénétie.
En 1386, il est à la tête d'une condotta quand les Véronais engagent Cortesia de Sergo, commandant en chef des corps des troupes qui affrontent dans une guerre totale les Padouans placés sous les ordres de Giovanni d'Azzo degli Ubaldini. Pendant l’été, les Scaliger de Vérone embauchent Giovanni Ordelaffi et Ostasio da Polenta, capitaines d'une condotta réputée de 300 lances à cheval, 400 arbalétriers et autant de fantassins qui doivent affronter John Hawkwood qui dispose de 7 000 cavaliers, 1 000 piétons et 600 archers anglais à cheval, appointés par les da Carrara de Padoue. Sacile et Marostica sont détruites par le feu, quand Facino Cane rejoint les Padouans, très méfiants, qui, pour éloigner la menace de la soldatesque privée de victoire, l'envoient avec ses soudards ravager le Frioul autour d'Udine et d'Aquilée. Les massacres, les pillages, les destructions d'édifices civils et religieux, souvent accompagnés d'exécutions sommaires de tous les prisonniers et de nombreux habitants, provoquent l'indignation. À la tête d'une escouade, il attaque une caravane commerciale de cent chariots et s'empare d'un butin estimé à 80 000 ducats. Sa renommée est faite, on le réclame dans toute l'Italie
Il participe le 11 mars 1387 à la bataille de Castagnaro lors de laquelle il est fait prisonnier. Lors du combat, le condottiere anglais John Hawkwood lança le cri de guerre « Carne! Carne! », déformant par dérision le cri de « Cane! Cane! ».
En 1387, il offre ses services à Théodore II Paléologue, marquis de Montferrat, qui lui confie 400 cavaliers et lui offre quelques fiefs à titre de paiement. Il occupe peu de temps cette fonction et retourne au service de la famille Carrara avant de se mettre au service des Visconti, engagé par Alberico da Barbiano pour défendre les intérêts de Jean Galéas Visconti qui est mis en difficulté à Milan. Il multiplie les razzias et les pillages entre la Lombardie et le Piémont pour amoindrir les ressources des ennemis. Il mate la révolte des habitants d'Alessandria puis, associé à Sigismond Malatesta, il aide les Véronais à se libérer d'un long siège des Padouans. Les deux condottieres se partagent alors la domination de ce territoire vaste et prospère, mais à la suite de multiples trahisons, les deux compagnons d'armes se séparent pour la conquête de Brescia. Facino Cane cherche alors à se tailler un fief mais, surveillé par Jacopo dal Verne et neutralisé par Sigismond Malatesta, il ne peut agir à sa guise.
Entre 1391 et 1394 et entre 1396 et 1397 il combat contre la Savoie et la famille Acaia, pour le compte de Théodore II de Montferrat.
Il lutte pour son propre enrichissement et celui de ses fidèles soldats, motivation qui rend ses entreprises particulièrement cruelles. En raison de cette violence, Théodore II de Montferrat préfère ne pas reconnaître sa propre responsabilité dans les actes commis, ce qui amène Facino à quitter le Montferrat.
À partir de 1400, totalement aguerri en tant que chef militaire, il obtient ses premiers succès politiques, comme la seigneurie de Borgo San Martino ou le contrôle du duché de Milan qui advient en 1402, à la mort du duc Jean Galéas Visconti. Ses fiefs personnels, en 1404, comprennent Alexandrie, Novare et Tortona. Nommé capitaine général des armées milanaises, il combat Jacopo dal Verne en 1407 et en profite pour prendre Pavie avec l'aide des gibelins exilés conduits par Antone Visconti.
En 1409, le maréchal Boucicaut, marche sur Milan au nom du roi de France. La ville est prise le 29 août. Facino Cane fuit à Gênes à la tête d'une armée de 12 000 hommes, ce qui provoque le départ précipité de Boucicaut. Il revient en vainqueur à Milan dont il obtient la gouvernance. Avec une violence inouïe, il instaure une action politique excessivement cruelle. Il participe en personne au saccage de la ville dont il ordonne la mise à sac afin que la soldatesque puisse se payer de sa peine. Il extorque l'argent des habitants terrorisés par la mise en place des bouches à feu face aux remparts, préférant refuser l'affrontement. Il cherche avant tout à accumuler de la fortune, quelle qu'en soit le prix.
En 1412, il revient pendant quelques mois à Pavie, visant Bergame et Brescia, mais les armées de Venise lui barrent la route. Après avoir été un élément important de la vie politique lombarde, il meurt à Pavie la même année, assassiné dans des circonstances mal connues, peu de temps après le duc Jean Marie.
Sa veuve, Béatrice de Tende, épouse le nouveau duc de Milan, Philippe Marie Visconti, qui récupère ainsi les villes, le trésor et les soldats de Facino. Visconti fait décapiter son épouse, plus âgée, le 13 septembre 1418 sous la fausse accusation d'adultère. Il a été enterré dans l'église San Francesco Grande à Pavie.